# Chirurgie plastique
Pour l'album de Plume Latraverse, voir Chirurgie plastique (album).
La chirurgie plastique est la spécialité chirurgicale qui concerne principalement la peau et les tissus mous non viscèraux de l'organisme dans un but de reconstruction principalement et d'esthétisme. Touchant toutes les régions anatomiques, excepté l'intérieur du crâne, du thorax et de l'abdomen, son champ d'action est vaste. Dans ces localisations multiples, elle traite des conséquences de traumatismes ou d'infections, de tumeurs, ainsi que des malformations et des conformations jugées inesthétiques. Ses grands champs d'activités sont : chirurgie esthétique, chirurgie de la main, chirurgie craniofaciale, chirurgie des brûlés, chirurgie reconstructrice et chirurgie plastique pédiatrique.

## Histoire

### Origines

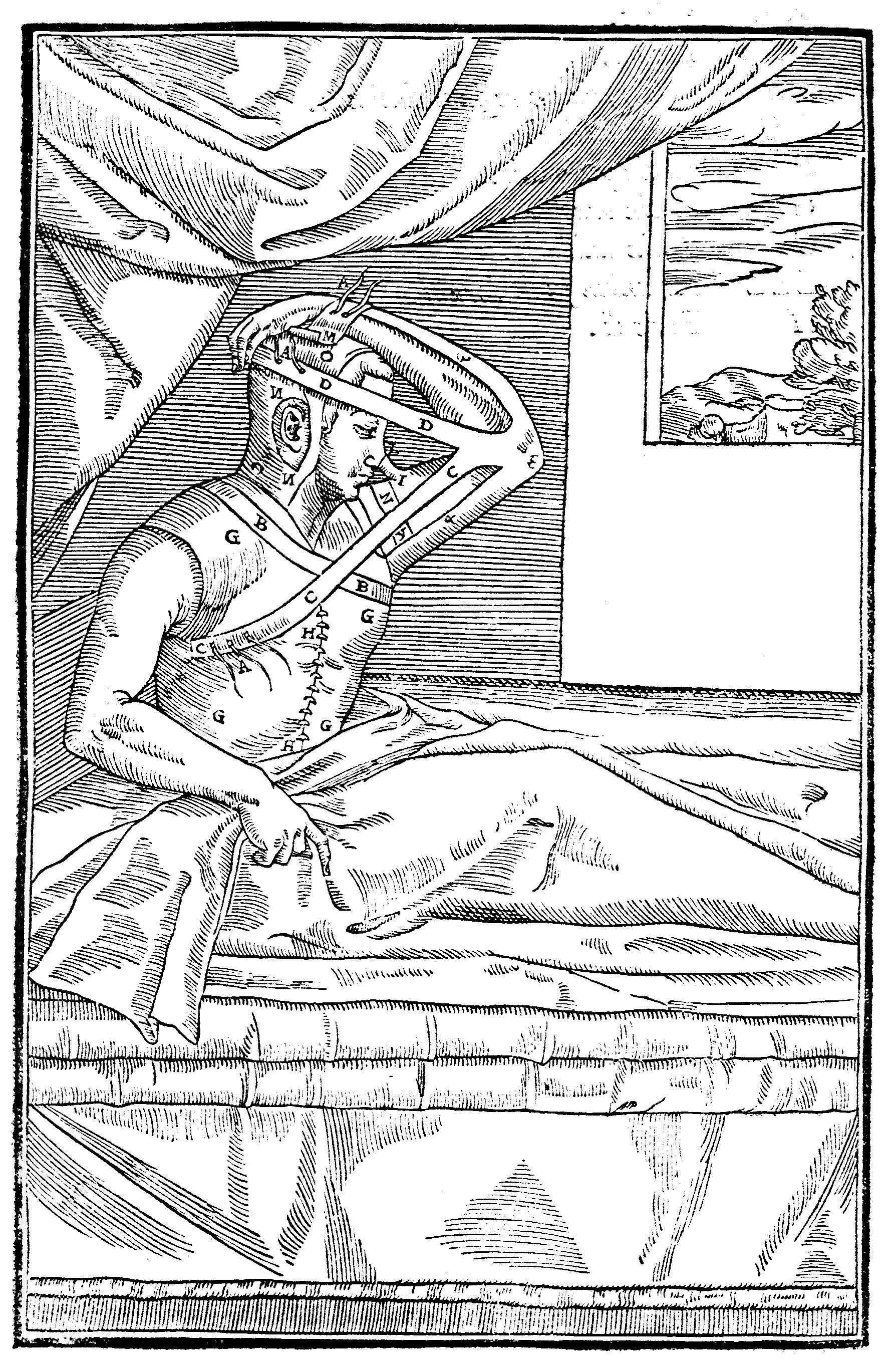
Une illustration du traité de Gaspare Tagliacozzi (1546-1599).

Des traités antiques de chirurgie plastique existent, tels ceux écrits en Inde, av. J.-C., par Sushruta, ou par Charaka (Ier siècle). Ceux-là ont été traduits en arabe sous le califat abbasside (750 ap. J.-C.)., et passèrent ainsi en Europe à l'issue du processus de traduction des écrits arabes vers le latin. Le médecin italien Gaspare Tagliacozzi (1546-1599) recueillit ainsi ces écrits, rédigeant lui-même un traité intitulé Chirurgia nova de nasium, aurium, labiorumque defectu per insitionem cutis ex humero, lequel s'attardait sur une technique de « greffe du nez », en réalité une reconstruction à partir de lambeaux de peaux prélevés ailleurs sur le corps.

### Progrès de la médecine
Cependant, il s'agit moins de chirurgie esthétique que réparatrice, l'idée de retoucher les créations de Dieu n'étant pas encore envisageable dans le contexte chrétien post-médiéval. Pour que la chirurgie esthétique en tant que telle émerge, il aura fallu trois conditions note l'historien Sander Gilman : l'anesthésie, l'asepsie et les Lumières, ce mouvement philosophique autorisant la « poursuite du bonheur » : « À la fin du XIXe siècle, poursuivre son bonheur sur la table d’opération ne fait plus souffrir, et le risque de mourir d’une infection devient négligeable ».
Diverses expériences eurent lieu dès le début du XIXe siècle, dont celles du médecin britannique Joseph Constantine Carpue (en) (1764-1846), qui pratique a Londres le 14 janvier 1815 la première opération de chirurgie réparatrice en Occident. L’opération touchait une réparation du nez avec des éléments de peau du front et une prothèse de cire s'inspire des pratiques indiennes. De l'auteur de l'ouvrage Rhinoplastique (1818), Karl Ferdinand von Graefe (en) (1787-1840), de Johann Friedrich Dieffenbach (1792-1847), chirurgien en chef de l'hôpital de la Charité de Berlin, de l'Américain John Peter Mettauer (en) (1787-1875) ou encore de James Israel (1848-1926) puis de Jacques Joseph (Nasenplastik und Sonstige Gesichtsplastik, 1928). La rhinoplastie devint ainsi l'une des premières opérations de chirurgie plastique. Des instituts de chirurgie esthétique se développent, notamment aux États-Unis, portés par la publicité, même si les opérations restent encore rudimentaires. En 1911, l'actrice française Sarah Bernhardt vient à Chicago faire un lifting.

### Depuis la Première Guerre mondiale
La rhinoplastie est généralisée après la Première Guerre mondiale à des visées d'abord thérapeutiques : si le développement de la chirurgie maxillo-faciale concerne d'abord les « gueules cassées », rapidement des instituts de beauté proposent leurs services, les médecins ayant travaillé pour les militaires s'étant reconvertis dans le civil. Par ailleurs, la demande touche de plus en plus les femmes, actrices d'Hollywood et le public qu'elles inspirent avec l'émergence du cinéma et du star system, dans un contexte de concurrence matrimoniale accrue après la saignée d'une génération d'hommes lors de la Grande Guerre. La chirurgienne Suzanne Noël, qui a réparé le lifting raté de Sarah Bernhardt, devient une pionnière de la discipline, revendiquant de se consacrer entièrement à la chirurgie plastique. Le Néo-Zélandais Harold Gillies s'illustre alors en tant que père de la discipline moderne, son travail étant poursuivi par son disciple et neveu Archibald McIndoe (en) lors de la Seconde Guerre mondiale.
C'est dans la deuxième partie du XXe siècle que la chirurgie esthétique gagne en légitimité et cesse d'être honteuse, « avec la création de sociétés savantes, de revues spécialisées, de services hospitaliers, de chaires d’enseignement » précise Le Monde. Les prothèses mammaires sont mises au point dans les années 1960, des liftings plus approfondis dans les années 1970 puis la liposuccion et les injections dermatologiques dans les années 1980-1990.
Mieux acceptée et portée par le poids de l'image véhiculée par les réseaux sociaux, la chirurgie plastique est aussi un sujet cinématographique et télévisuel qui a évolué, de l'épouvante (Les Yeux sans visage en 1960, Fedora en 1978, Brazil en 1985) à la transparence (Nip/Tuck dans les années 2000, The Swan (en) en 2004, Real Housewives la décennie suivante).

## Domaines dépendants de la chirurgie plastique

### Tumeurs de la peau et des tissus mous
- Tumeurs bénignes (exérèse de nævus)
- Tumeurs malignes (carcinome basocellulaire, carcinome spinocellulaire, mélanome...)
- Tumeurs intermédiaires (dermatofibrosarcome de Darier et Ferrand)
- Angiomes

### Infections et nécroses de la peau et des tissus mous
- Infections aiguües (dermohypodermite, fasciite nécrosante, gangrène)
- Infections chroniques (hidrosadénite suppurée, kyste pilonidal)

### Reprise de cicatrices
- Cicatrices inesthétiques
- Cicatrices hypertrophiques
- Cicatrices chéloïdes
- Cicatrices rétractiles

### Reconstructions/Changement d'aspect
- Du sein notamment : à la suite d'une mastectomie, pour une hypertrophie mammaire, cure de ptôse - comme les seins qui tombent de manière inesthétique à la suite d'une perte de poids importante ou après plusieurs grossesses
- Faciale (après traumatismes, oreilles décollées, malformations congénitales du nez, etc.)
- Abdominale (après grossesses, perte de poids importante, malformation de type diastasis des muscles abdominaux)
- Comblement de pertes de substance (après exérèse de tumeurs ou post-chirurgie délabrante)

### Soins aux brûlés
- Pansements en stérile pour les brûlés en attente de greffe de peau
- Greffes de peau pour remplacer celle brûlée
- Retouches de la peau greffée (section des brides éventuelles qui limitent les capacités de mouvements)

### Chirurgie de la main
Ce domaine est partagé avec la chirurgie orthopédique.
- Amputation
- Kystes synoviaux
- Traitement du syndrome du canal carpien
- Lésions des tendons fléchisseurs
- Lésions des tendons extenseurs
- Replantation
- Revascularisation
- Microchirurgie nerveuse
- Lésions des poulies
- Transferts tendineux, réhabilitation des tétraplégies

### Chirurgie esthétique
La chirurgie esthétique est une des applications de la chirurgie plastique.
Correspondant à une demande de la personne qui souhaite y avoir recours, la chirurgie esthétique n'est motivée ni par une pathologie ni par ses séquelles, mais par les conséquences morphologiques du vieillissement (exemples : lifting cervicofacial, resurfaçage cutané par laser, blépharoplastie, calvitie, ptôse mammaire, etc.), de la grossesse (ptôse mammaire, plastie abdominale), ou de disgrâces acquises ou constitutionnelles non pathologiques (exemples : rhinoplastie, implants mammaires, lipoaspiration, mastopexie).
Elle comprend des actes thérapeutiques effractifs (c'est-à-dire chirurgicaux) et non effractifs (c'est-à-dire médicaux).
Non pris en charge par les organismes sociaux, ces actes doivent être effectués en France dans le strict respect de la loi Kouchner de mars 2002 et de ses décrets d'application et circulaires de 2005, par des spécialistes autorisés par la loi, dans des structures agréées.
La chirurgie esthétique ne peut être pratiquée que par des chirurgiens compétents dans le territoire anatomique de leur spécialité (par exemple paupières par un chirurgien ophtalmologiste, ou rhinoplastie par un chirurgien ORL). Les actes médicaux à visée esthétique ne peuvent être « effractifs » selon la définition de l'Académie de Médecine (qui définit l'acte « chirurgical » comme « un acte médical effractif, à visée diagnostique ou thérapeutique, dont la réalisation est confiée à un membre d’une profession médicale ayant été dûment formé et validé dans une spécialité chirurgicale officielle, acte effectué dans les conditions réglementaires en vigueur ») et ne peuvent introduire dans l'organisme, par effraction ou injection, de matériels ou de substances non résorbables. Ces actes médicaux ne peuvent être éventuellement pratiqués que par les mêmes chirurgiens ou par les médecins spécialisés en dermatologie.
Seule la qualification hospitalo-universitaire et ordinale (Conseil de l'Ordre des Médecins) donne le droit d'exercice, les diplômes d'université n'étant que des formations complémentaires.

### Chirurgie crâniofaciale
Domaine s'intéressant au traitement et à la reconstruction des traumatismes et des malformations congénitales impliquant entre autres le crâne, les orbites, le maxillaire et la mandibule. Chez l'enfant, cela peut impliquer le remodelage de la voûte crânienne, la chirurgie fronto-orbitaire, la chirurgie orthognathique et la réparation de fissures labio-palatines. Chez l'adulte, cela implique le traitement de cancers ORL, mais surtout la reconstruction du visage post résection oncologique et le traitement des fractures faciales.
C'est le domaine notamment de la chirurgie maxillo-faciale.

## Dimension psychologique du changement d'aspect
L'image de soi est un élément important de l'équilibre psychologique. L'apparence conditionne en effet le premier jugement que l'on se fait d'une personne, le regard de l'autre est un « reflet ».
La chirurgie plastique a donc un grand rôle dans la guérison de maladies ou d'accidents défigurants.
Mais elle peut aussi être voulue non pas en tant que soin réparateur, mais par volonté de changer d'apparence. C'est alors un problème qui peut être complexe : une personne est-elle « mal dans sa peau » parce que son apparence ne correspond pas à son idée, ou bien la personne attribue-t-elle son mal-être à son apparence alors qu'il y a une autre cause ?
C'est le concept du corps écran où l'aspect physique décrit et vécu comme une difformité cache en fait un lourd problème psychologique, c'est aussi en psychiatrie ce que l'on nomme la dysmorphophobie.

## Dimension sociologique: le cas de la chirurgie d’amélioration des organes génitaux
Les pratiques de chirurgie plastique peuvent également être abordées d’un point de vue sociologique, en analysant comment elles s’insèrent dans des normes et des rapports sociaux propres à un contexte particulier. C’est ce que Hélène Martin, Rebecca Bendjama et Raphaëlle Bessette-Viens ont fait pour comprendre les pratiques de chirurgie d’amélioration des organes génitaux, telles que la labiaplastie ou la vaginoplastie pour les femmes, et la phalloplastie pour les hommes. Dans leur analyse de sites web de cliniques et cabinets médicaux suisses, ces chercheuses ont montré que le discours de promotion de ces interventions reproduit des normes concernant les hommes et les femmes. En s’adressant principalement aux femmes, ces sites web répondent à des normes sociales comme l’injonction des femmes à la beauté, et contribuent à reproduire l’image du sexe féminin comme tendanciellement défaillant, contrairement au sexe masculin. Cette manière d’analyser la chirurgie plastique s’inscrit dans une perspective constructiviste, qui considère les pratiques proposées comme révélatrices de normes sociales, propres à un contexte social et historique particulier.

## Techniques chirurgicales

### Cicatrisation dirigée
Les pertes de substances (morceaux de chair ayant disparu) causées par la chirurgie ne sont pas systématiquement remplacées pour diverses raisons. On laisse alors la peau se reformer seule, seulement facilitée par quelques pansements qui protègent la zone en cours de cicatrisation contre d'éventuelles infections. Dans une faible mesure, ces pansements peuvent diriger la cicatrisation.

### Greffes cutanées
Les greffes le plus souvent pratiquées sont les auto-greffes, c’est-à-dire que la peau est celle du patient. On dispose de plusieurs épaisseurs de coupe possible pour la peau :
- la greffe de peau mince : on prélève à l'aide d'un dermatome (en) l'épiderme et la partie superficielle du derme, car seules les cellules basales de l'épiderme peuvent survivre et se multiplier : pour les emporter, il faut prendre une partie du derme sous-jacent. La cicatrisation de la zone donneuse se fait à partir des enclaves épidermiques du derme (follicules pileux, glandes sébacées et sudoripares) ;
- la greffe de peau mince en filet : selon le même procédé que précédemment, mais au lieu de poser la peau directement sur l'endroit à couvrir, on perfore le greffon de peau afin de lui donner un aspect de mailles qui sera ainsi extensible ;
- la greffe de peau totale : toute l'épaisseur de la peau est emportée, le prélèvement se fait par section au bistouri d'une certaine surface de peau. La surface donneuse est alors suturée (on referme la plaie créée en suturant les deux bords de la plaie), car elle ne peut plus cicatriser d'elle-même. Le lambeau de peau récupéré est alors débarrassé de la graisse de l'hypoderme afin que le greffon ait le plus de chance d'adhérer à la surface receveuse.

### Lambeaux
Les lambeaux sont des déplacements de peau et/ou de tissu mou et des structures vasculaires les alimentant vers un site receveur.

#### Lambeaux translation
La peau est sectionnée jusqu'à une certaine profondeur de manière à conserver son réseau vasculaire. Puis par rotation ou translation du site donneur sur le site receveur, on comble une perte de substance. Cette technique n'est applicable qu'à des lambeaux de peau et non aux lambeaux de parties molles.

#### Lambeaux pédiculés
Selon le même procédé que précédemment, à la différence que la peau, les tissus mous sous-jacents voire les muscles plus en profondeurs peuvent être déplacés en prenant comme point de rotation l'axe vasculaire (artère + veine) alimentant le lambeau.

#### Lambeaux libres
Le lambeau et son pédicule vasculaire sont individualisés et transportés sur un site receveur situé à distance du site donneur et le lambeau est branché sur un axe vasculaire situé dans la région receveuse. Le taux de succès de ce type de procédure varie de 85 % à 98 %.
- Le lambeau chinois (Chinese Flap ou radial forearm flap)[10],[11] : utilisé pour de nombreuses reconstructions et en particulier de la face, il consiste à prélever un lambeau sur l'avant-bras, en prélevant la peau, le fascia sous-jacent, l'artère et la veine les alimentant, à les brancher sur des artères et veines du cou. On suture ensuite les lambeaux de manière à combler une perte de substance. On peut lors de cette opération combler la perte de substance de l'avant-bras par une greffe de peau ou laisser en cicatrisation dirigée.
- Le lambeau DIEP (Deep Inferior Epigastric Perforator Flap)[12] : la reconstruction par lambeau abdominal DIEP utilise uniquement la peau et la graisse de l’abdomen préservant ainsi le muscle et son aponévrose. L’intervention a pour but de reconstituer le volume et les contours du sein par un fuseau de peau et de graisse prélevé sur l’abdomen. Il s’agit d’une technique délicate où l’on utilise la peau et la graisse du ventre mais sans le muscle, ceci permettant d’éviter les séquelles abdominales. Cette intervention ne constitue que le premier temps de la reconstruction mammaire complète qui demandera en outre, selon les désirs de la patiente, une reconstruction de l’aréole et du mamelon, et éventuellement, une intervention sur le sein controlatéral pour améliorer la symétrie. En fonction des couvertures assurantielles, cette chirurgie reconstructrice peut être prise en charge.

### Traitement des grands brûlés
On entend par grand brûlé une personne ayant plus de 50 % de la surface corporelle brûlée de manière superficielle ou plus de 15 % brûlée de manière profonde. Ces cas sont des urgences vitales pour plusieurs raisons :
- ces patients ont des pertes hydriques très importantes car la peau brûlée n'est plus imperméable, que ce soit pour les entrées ou les sorties de substances ;
- ces patients sont privés d'une barrière essentielle à la protection face aux organismes pathogènes (bactéries).

La première urgence est de rétablir l'équilibre hydro-électrolytique en leur évitant la déshydratation et la fuite des sels minéraux.
Le traitement chirurgical classique consiste en la réalisation de greffes de peau mince en filet.
On peut éventuellement, si la surface cutanée brûlée est très étendue, greffer ensuite sur le patient de la peau d'origine animale, qui sera rejetée par les défenses immunitaires de celui-ci mais qui servira, durant quelque temps, de pansement biologique. C'est une xénogreffe. Dans l'intervalle, on attend la cicatrisation des zones déjà prélevées, avant de les prélever à nouveau.
La greffe de kératinocytes est encore à l'étude en France, pour de petites surfaces. Des cellules de peau du patient sont prélevées et envoyées dans le seul laboratoire capable de faire de la culture « industrielle » de peau situé aux États-Unis[réf. nécessaire]. Une fois la surface de peau requise cultivée, le patient est greffé avec cette peau cultivée et reconnue comme du « soi » par ses défenses immunitaires.
Le résultat n'est en rien miraculeux, on ne rétablit que la fonction de barrière de la peau. Les aspects esthétique et fonctionnel (capacité de mouvements) sont moins probants.

### Prospective
Dans le futur certaines opérations pourraient peut être se faire :
- en partie via une imprimante 3D d'éléments supports de croissance de tissus, voire de tissus vivants[14],[15] ;
- sans aucun incisions, au profit d'une récupération moins douloureuse et sans tissus cicatriciels. 
On a en effet montré en 2019 montré (sur le cartilage de lapin et sur le tissu fibreux de la cornée de l'œil que de légères impulsions électriques permettent de ramollir ces types de tissus, suffisamment pour pouvoir les "mouler" ou remodeler sans aucune coupure. Le nez, les oreilles, la trachée, les côtes mal disposées pourraient ainsi être traités. De même que les yeux avec moins de risque qu'en utilisant le laser. Selon Hill, les fibres de collagène sont dans le cartilage comme des spaghettis entourées de protéines chargées négativement et d'ions sodium chargés positivement et la rigidité du cartilage augmente avec la densité des charges ; un simple courant de 2 volts électrolyse des molécules d'eau en produisant des ions oxygène et hydrogène (protons chargés positivement, qui annulent les charges négatives des protéines qui rendent alors le cartilage relativement malléable)[16].

## Interdiction de la publicité (Belgique)
Depuis le 15 août 2011 il y a une interdiction de la publicité pour les actes d'esthétique médicale, plus précisément tout acte visant à modifier l’apparence corporelle d’une personne, à sa demande, pour des raisons esthétiques, sans but thérapeutique ni reconstructeur. Cette interdiction avait été prévue dans la loi du 6 juillet 2011.
« Publicité » est défini comme toute forme de communication ou action qui vise, directement ou indirectement, à promouvoir les actes d’esthétique médicale, quels que soient l’endroit, le support ou les techniques utilisés.
L’information personnelle relative aux actes d’esthétique médicale est autorisée à condition que l’information personnelle soit conforme à la réalité, objective, pertinente, vérifiable, discrète et claire. Cette information ne peut pas être trompeuse, comparative et ne peut utiliser d’arguments financiers.
Les résultats d’examens et de traitements tels que notamment les photographies prises antérieurement et postérieurement à un acte d’esthétique médicale, ainsi que le témoignage de patients, ne peuvent pas être utilisés dans le cadre de l’information personnelle.